# Jacob van der Doordt

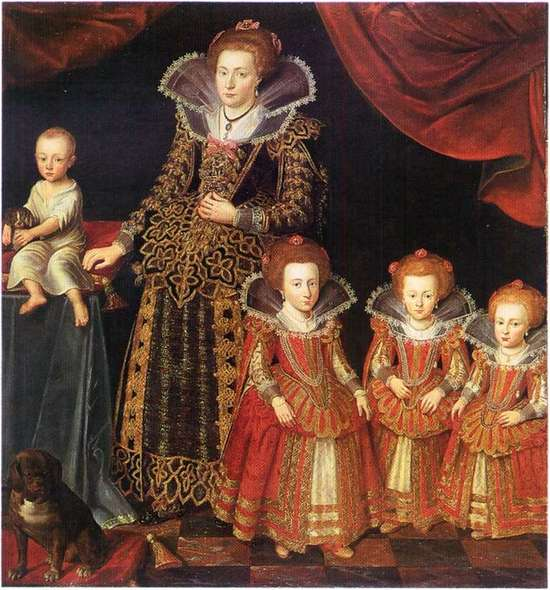
Kirsten Munk, 1623

Jacob van der Doordt (diverse spellingvarianten komen voor, (Hamburg, 1590? - Stockholm, 1 november 1629) was een portretschilder en boetseerder mogelijk van Vlaamse afkomst, werkzaam in Duitsland en Noord-Europa. Mogelijk was hij een zoon van de Antwerpse graveur Peter van der Doort die in Hamburg werkte van 1590 tot 1610 en een broer van de boetseerder en tekenleraar Abraham van der Doort en de schilder Isaak van der Doort.
Jacob had een atelier in Hamburg en bezocht van daaruit zijn (koninklijke) opdrachtgevers, met name in de Scandinavische landen. Hij vervaardigde portretten op groot en klein formaat. In 1606 maakte hij waarschijnlijk een reis naar Engeland. In de periode 1610 – 1626 verbleef hij herhaaldelijk in Denemarken. Hij maakte er onder meer portretten van Christiaan IV, diens vrouw Anna Catharina van Brandenburg, hun zoon Christiaan en andere leden van de Deense aristocratie.
Ook ontving hij opdrachten van andere hofhoudingen. In Kopenhagen vervaardigde hij in de periode tussen 1623 en 1626 enkele portretten van de tweede vrouw van Christaan IV, Christina Munk. Na 1626 werkte hij voornamelijk in Stockholm voor de Zweedse koning Gustaaf II Adolf. Hier overleed hij in 1629.